# Stephan Lehmann
Stephan Lehmann (ur. 15 sierpnia 1963 w Szafuzie) – szwajcarski piłkarz grający na pozycji bramkarza.

## Kariera klubowa
Lehmann wychowywał się w klubie FC Schaffhausen, wywodzącego się z jego rodzinnego miasta o tej samej nazwie. W 1983 roku zadebiutował w jego barwach w drugiej lidze szwajcarskiej i grał w nim przez jeden sezon. W 1984 roku przeszedł do pierwszoligowego FC Winterthur. Tam stał się podstawowym bramkarzem, jednak w 1985 spadł z nim do drugiej ligi. W 1986 roku opuścił klub i przeszedł do niemieckiego drugoligowca, SC Freiburg. We Freiburgu był tylko drugim bramkarzem i przegrał rywalizację z Siegfriedem Grüningerem. W 1987 roku wrócił do Schaffhausen i tam występował przez jeden sezon.
W 1988 roku Lehmann został bramkarzem zespołu FC Sion. W sezonie 1990/1991 osiągnął swoje pierwsze większe sukcesy w karierze będąc podstawowym bramkarzem. Wywalczył ze Sionem wicemistrzostwo Szwajcarii oraz zdobył Puchar Szwajcarii, dzięki zwycięstwu 3:2 w finale nad BSC Young Boys. W sezonie 1991/1992 wywalczył z tym klubem pierwsze w historii mistrzostwo Szwajcarii. Swój kolejny sukces Stephan osiągnął w 1995 zdobywając po raz kolejny krajowy puchar, a w kolejnych dwóch latach wraz z partnerami ze Sionu obronił to trofeum. W 1997 roku sięgnął po swój drugi w karierze tytuł mistrza kraju, a łącznie dla Sionu rozegrał ponad 300 ligowych spotkań. Latem po wywalczeniu mistrzostwa Stephan odszedł do innej drużyny z pierwszej ligi, FC Luzern. Przez pierwszy sezon grał w pierwszej jedenastce, ale w dwóch kolejnych zaliczył zaledwie 11 spotkań w Super League i w 2000 roku zakończył karierę w wieku 37 lat.
| Sezon   | Klub            | Kraj       | Rozgrywki      | Mecze | Bramki |
| ------- | --------------- | ---------- | -------------- | ----- | ------ |
| 1983/84 | FC Schaffhausen | Szwajcaria | Nationalliga B | ?     | 0      |
| 1984/85 | FC Winterthur   | Szwajcaria | Nationalliga A | 17    | 0      |
| 1985/86 | FC Winterthur   | Szwajcaria | Nationalliga B | 26    | 0      |
| 1986/87 | SC Freiburg     | Niemcy     | 2. Bundesliga  | 5     | 0      |
| 1987/88 | FC Schaffhausen | Szwajcaria | Nationalliga B | 31    | 0      |
| 1988/89 | FC Sion         | Szwajcaria | Nationalliga A | 34    | 0      |
| 1989/90 | FC Sion         | Szwajcaria | Nationalliga A | 32    | 0      |
| 1990/91 | FC Sion         | Szwajcaria | Nationalliga A | 36    | 0      |
| 1991/92 | FC Sion         | Szwajcaria | Nationalliga A | 35    | 0      |
| 1992/93 | FC Sion         | Szwajcaria | Nationalliga A | 35    | 0      |
| 1993/94 | FC Sion         | Szwajcaria | Nationalliga A | 36    | 0      |
| 1994/95 | FC Sion         | Szwajcaria | Nationalliga A | 33    | 0      |
| 1995/96 | FC Sion         | Szwajcaria | Nationalliga A | 34    | 0      |
| 1996/97 | FC Sion         | Szwajcaria | Nationalliga A | 32    | 0      |
| 1997/98 | FC Luzern       | Szwajcaria | Nationalliga A | 32    | 0      |
| 1998/99 | FC Luzern       | Szwajcaria | Nationalliga A | 11    | 0      |
| 1999/00 | FC Luzern       | Szwajcaria | Nationalliga A | 0     | 0      |

## Kariera reprezentacyjna
W reprezentacji Szwajcarii Lehmann zadebiutował 21 czerwca 1989 roku w wygranym 1:0 towarzyskim meczu z Brazylią. W 46. minucie zmienił Martina Brunnera. W 1994 roku został powołany przez selekcjonera Roya Hodgsona do kadry na Mistrzostwa Świata w Stanach Zjednoczonych. Tam Stephan był rezerwowym dla Marco Pascolo i nie wystąpił w żadnym z meczów Helwetów. Podobnie było w 1996 roku na Euro 96, gdy znów cały turniej przesiedział na ławce rezerwowych. Swój ostatni mecz w reprezentacji Lehmann rozegrał w 1997 roku, a łącznie wystąpił w niej 18 razy.